# 37a cerimònia dels Premis César
La 37a cerimònia dels Premis César — també coneguts com Nuit des César — que premiava les pel·lícules estrenades el 2011, va tenir lloc el 24 de febrer de 2012 al Théâtre du Châtelet.
La cerimònia va ser presidida per Guillaume Canet i presentada per Antoine de Caunes. Aquesta edició es va retransmetre en directe i sense xifrar a Canal+. La cerimònia va ser seguit per 3.9 milions d'espectadors. Això correspon al 18,2% de l'audiència.

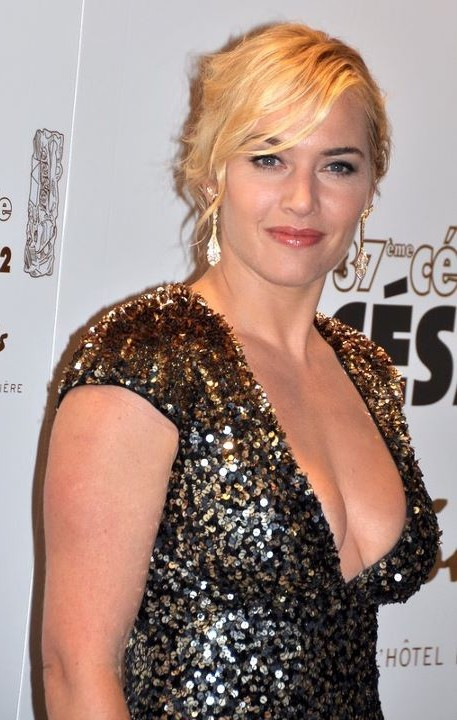
Kate Winslet, César d'honor

## Presentadors i ponents
- Guillaume Canet, president de la cerimònia
- Antoine de Caunes, mestre de cerimònies
- Tahar Rahim, per la presentació del César a la millor actriu revelació
- Mathilde Seigner, per la presentació del César al millor actor secundari
- Helena Noguerra, per la presentació del César al millor vestuari i el César al millor decorat
- Alexandre Astier, pel César a la millor pel·lícula d'animació
- Aure Atika, per la presentació del César al millor actor revelació
- Sylvie Testud, per la presentació del César a la millor primera pel·lícula
- Esquetx de Julie Ferrier
- Julie Ferrier, presentació del César a la millor pel·lícula documental
- Alice Taglioni, presentació del César a la millor música original
- Michel Gondry, presentació del César d'honor
- Kad Merad, presentació del César d'honor
- Audrey Fleurot, Zoé Félix i Olivia Bonamy, presentació del César al millor curtmetratge
- Sara Forestier, presentació del César al millor guió original
- Mathieu Kassovitz, presentació del César a la millor fotografia
- Homenatge a Annie Girardot
- Frédéric Beigbeder, presentació del César a la millor adaptació
- Valérie Bonneton, guardonada amb el César al millor muntatge i el César al millor so
- Laurent Lafitte, presentació del César a la millor pel·lícula estrangera
- Julie Depardieu i Éric Elmosnino, premiats amb el César al millor director
- Gilles Lellouche, presentació del César a la millor actriu
- Nicole Garcia, presentació del César al millor actor
- Guillaume Canet, presentació del César a la millor pel·lícula

## Desenvolupament
La triomfadora de la nit fou The Artist de Michel Hazanavicius, que amb 10 nominacions va obtenir sis premis: millor pel·lícula, millor director, millor actriu, millor decorat, millor fotografia i millor música. Polisse de Maïwenn, amb 13 nominacions només va obtenir dos premis: millor muntatge i millor actriu revelación, i L'Exercice de l'État de Pierre Schoeller, amb 11 nominacions va obtenir tres premis: millor actor secundari, millor guió original i millor so. Com a curiositats, val a dir que el premi al millor actor fou atorgat a Omar Sy i el de millor actriu secundària a l'actriu espanyola Carmen Maura.

## Guanyadors i nominats
Els guanyadors s'indiquen en negreta 
| Millor pel·lícula - The Artist de Michel Hazanavicius, produïda per Thomas Langmann - Declaració de guerra de Valérie Donzelli, produïda per Édouard Weil - Le Havre d'Aki Kaurismäki, produïda per Fabienne Vonier - Polisse de Maïwenn, produïda per Alain Attal - L'Exercice de l'État de Pierre Schoeller, produïda per Denis Freyd - Pater d'Alain Cavalier, produïda per Michel Seydoux - Intocable d'Éric Toledano i Olivier Nakache, produïda per Nicolas Duval Adassovsky, Yann Zenou, Laurent Zeitoun | Millor director - Michel Hazanavicius per The Artist - Alain Cavalier per Pater - Pierre Schoeller per L'Exercice de l'État - Valérie Donzelli per Declaració de guerra - Éric Toledano i Olivier Nakache per Intocable - Aki Kaurismäki per Le Havre - Maïwenn per Polisse |
| Millor actor - Omar Sy pel paper de Driss a Intocable - Sami Bouajila pel paper d'Omar Raddad a Omar m'a tuer - François Cluzet pel paper de Philippe a Intocable - Jean Dujardin pel paper de George Valentin a The Artist - Olivier Gourmet pel paper de Bertrand Saint-Jean a L'Exercice de l'État - Denis Podalydès pel paper de Nicolas Sarkozy a De Nicolas a Sarkozy - Philippe Torreton pel paper d'Alain Marécaux a Présumé Coupable                                                                   | Millor actriu - Bérénice Bejo pel paper de Peppy Miller a The Artist - Leïla Bekhti pel paper de Leila a La Source des femmes - Valérie Donzelli pel paper de Juliette a Declaració de guerra - Marina Foïs pel paper d'Iris a Polisse - Marie Gillain pel paper de Claire a Toutes nos envies - Karin Viard pel paper de Nadine a Polisse - Ariane Ascaride pel paper de Marie-Claire a Les neus del Kilimanjaro |
| Millor actor secundari - Michel Blanc pel paper de Gilles, lel director de gabinet del ministre ministre, a L'Exercice de l'État - Nicolas Duvauchelle pel paper de Mathieu a Polisse - JoeyStarr pel paper de Fred a Polisse - Bernard Le Coq pel paper de Jacques Chirac a De Nicolas a Sarkozy - Frédéric Pierrot pel paper de Balloo a Polisse | Millor actriu secundària - Carmen Maura pel paper de Concepción Ramírez a Les noies de la sisena planta - Zabou Breitman pel paper de Pauline a L'Exercice de l'État - Anne Le Ny pel paper d'Yvonne a Intocable - Noémie Lvovsky pel paper de Marie-France a L'Apollonide : Souvenirs de la maison close - Karole Rocher pel paper de Chrys a Polisse |
| Millor actor revelació - Grégory Gadebois pel paper de Tony a Angèle et Tony - Nicolas Bridet pel paper de Philippe Amelot a Tu seras mon fils - Guillaume Gouix pel paper de Jimmy Rivière a Jimmy Rivière - Pierre Niney pel paper de Primo a J'aime regarder les filles - Dimitri Storoge pel paper de Monmon Vidal (jeune) a Les Lyonnais | Millor actriu revelació - Naidra Ayadi pel paper de Nora a Polisse (ex æquo) - Clotilde Hesme pel paper d'Angèle a Angèle et Tony (ex æquo) - Adèle Haenel pel paper de Léa a L'Apollonide : Souvenirs de la maison close - Céline Sallette pel paper de Clotilde a L'Apollonide : Souvenirs de la maison close - Christa Théret pel paper de Sarah a La Brindille |
| Millor pel·lícula estrangera - Nader i Simin, una separació (جدایی نادر از سیمین) d'Asghar Farhadi • - El cigne negre de Darren Aronofsky • - El discurs del rei de Tom Hooper • - Drive de Nicolas Winding Refn • - El nen de la bicicleta de Jean-Pierre Dardenne i Luc Dardenne • - Incendis de Denis Villeneuve • - Melancolia de Lars von Trier • , | Millor primera pel·lícula - Le Cochon de Gaza de Sylvain Estibal - Dix-sept Filles de Delphine i Muriel Coulin - Angèle et Tony d'Alix Delaporte - La Délicatesse de Stéphane i David Foenkinos - My Little Princess d'Eva Ionesco |
| Millor guió original - L'Exercice de l'État – Pierre Schoeller - Declaració de guerra – Valérie Donzelli i Jérémie Elkaïm - The Artist – Michel Hazanavicius - Polisse – Maïwenn i Emmanuelle Bercot - Intocable – Éric Toledano i Olivier Nakache | Millor guió adaptat - Un déu salvatge – Roman Polanski i Yasmina Reza, adaptat de la peça de teatre Le Dieu du carnage de Yasmina Reza - La Délicatesse – David Foenkinos, adaptat de la novel·la La Délicatesse de David Foenkinos - Présumé Coupable – Vincent Garenq, adaptat del document Chronique de mon erreur judiciaire d'Alain Marécaux - Omar m'a tuer – Olivier Gorce, Roschdy Zem, Rachid Bouchareb i Olivier Lorelle, adaptat del document Pourquoi moi ? d'Omar Raddad - L'ordre et la morale – Mathieu Kassovitz, Benoît Jaubert i Pierre Geller, adaptat del document La Morale et l'action de Philippe Legorjus |
| Millor música - The Artist – Ludovic Bource - Les Bien-aimés – Alex Beaupain - L'Apollonide : Souvenirs de la maison close – Bertrand Bonello - Un monstre à Paris – Matthieu Chedid i Patrice Renson - L'Exercice de l'État – Philippe Schœller | Millor fotografia - The Artist – Guillaume Schiffman - Polisse – Pierre Aïm - L'Apollonide : Souvenirs de la maison close – Josée Deshaies - L'Exercice de l'État – Julien Hirsch - Intocable – Mathieu Vadepied |
| Millor decorat - The Artist – Laurence Bennett - L'Apollonide : Souvenirs de la maison close – Alain Guffroy - Les noies de la sisena planta – Pierre-François Limbosch - L'Exercice de l'État – Jean-Marc Tran Tan Ba - Le Havre – Wouter Zoon | Millor muntatge - Polisse – Laure Gardette i Yann Dedet - The Artist – Anne-Sophie Bion i Michel Hazanavicius - L'Exercice de l'État – Laurence Briaud - Declaració de guerra – Pauline Gaillard - Intocable – Dorian Rigal-Ansous |
| Millor so - L'Exercice de l'État – Olivier Hespel, Julie Brenta i Jean-Pierre Laforce - Intocable – Pascal Armant, Jean Goudier i Jean-Paul Hurier - L'Apollonide : Souvenirs de la maison close – Jean-Pierre Duret, Nicolas Moreau i Jean-Pierre Laforce - Polisse – Nicolas Provost, Rym Debbarh-Mounir i Emmanuel Croset - Declaració de guerra – André Rigaut, Sébastien Savine i Laurent Gabiot | Millor vestuari - L'Apollonide : Souvenirs de la maison close – Anaïs Romand - My Little Princess – Catherine Baba - The Artist – Mark Bridges - Les noies de la sisena planta – Christian Gasc - La Source des femmes – Viorica Petrovici |
| Millor curtmetratge - L'Accordeur d'Olivier Treiner - La France qui se lêve tôt d'Hugo Chesnard - J'aurais pu être une pute de Baya Kasmi - Je pourrais être votre grand-mère de Bernard Tanguy - Un monde sans femmes de Guillaume Brac | Millor documental - Tous au Larzac de Christian Rouaud - Le Bal des menteurs de Daniel Leconte - Crazy Horse de Frederick Wiseman - Ici on noie les Algériens : 17 octobre 1961 de Yasmina Adi - Michel Petrucciani de Michael Radford |
| Millor pel·lícula d'animació - Le Chat du rabbin de Joann Sfar i Antoine Delesvaux - Le Cirque de Nicolas Brault - La Queue de la souris de Benjamin Renner - Un monstre à Paris de Bibo Bergeron - Le Tableau de Jean-François Laguionie | César d'honor - Kate Winslet |
| Premi Daniel Toscan du Plantier - Alain Attal per Polisse de Maïwenn | |